# 스레차

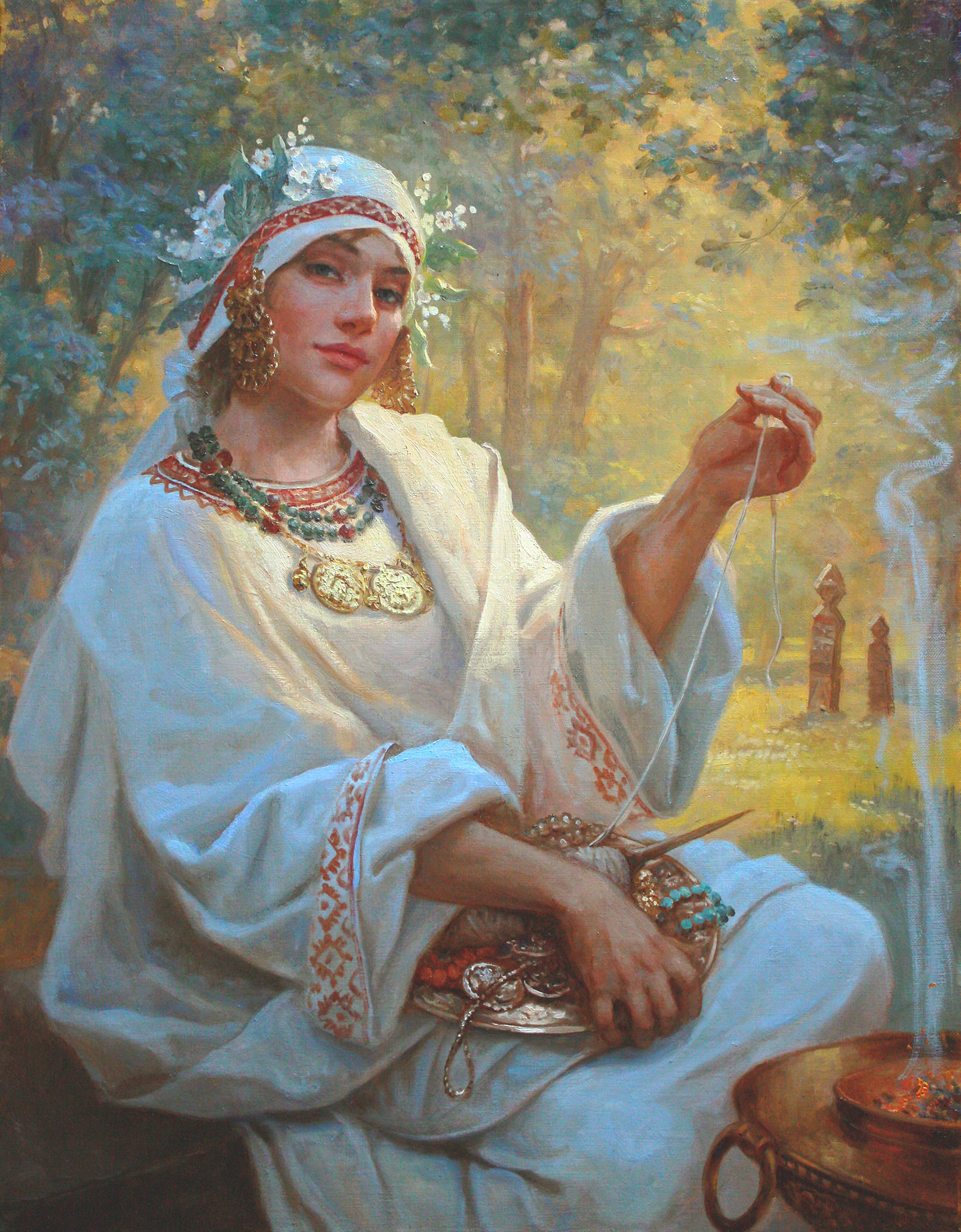

스레차(sreca, "행복", "행운")는 세르비아 운명의 여신이다.
그녀는 위대한 여신 마코시의 조수로, 삶의 실을 회전한다. 그녀의 역할은 양 떼와 소 농부의 영역을 보호할 책임이 있다는 점을 제외하고는, 마코시가 웃음 짓도록 행운을 가져다 주는 슬라브 여신 돌랴과 동일하다.